# Kopamerra haupti
Kopamerra haupti är en insektsart som beskrevs av Melichar 1908. Kopamerra haupti ingår i släktet Kopamerra och familjen dvärgstritar. Inga underarter finns listade i Catalogue of Life.